# Rue du Docteur-Lucien-Bettinger
Pour les articles homonymes, voir Lucien Bettinger et Bettinger.
La rue Docteur-Lucien-Bettinger est une voie de la commune de Reims, située au sein du département de la Marne, en région Grand Est.

## Situation et accès
L'avenue de Laon appartient administrativement au Quartier Laon Zola - Neufchâtel - Orgeval à Reims et permet de joindre les rues Schweitzer et Laon. Elle longe le cimetière de Laon.

## Origine du nom
Elle porte le nom du Docteur Lucien Bettinger.

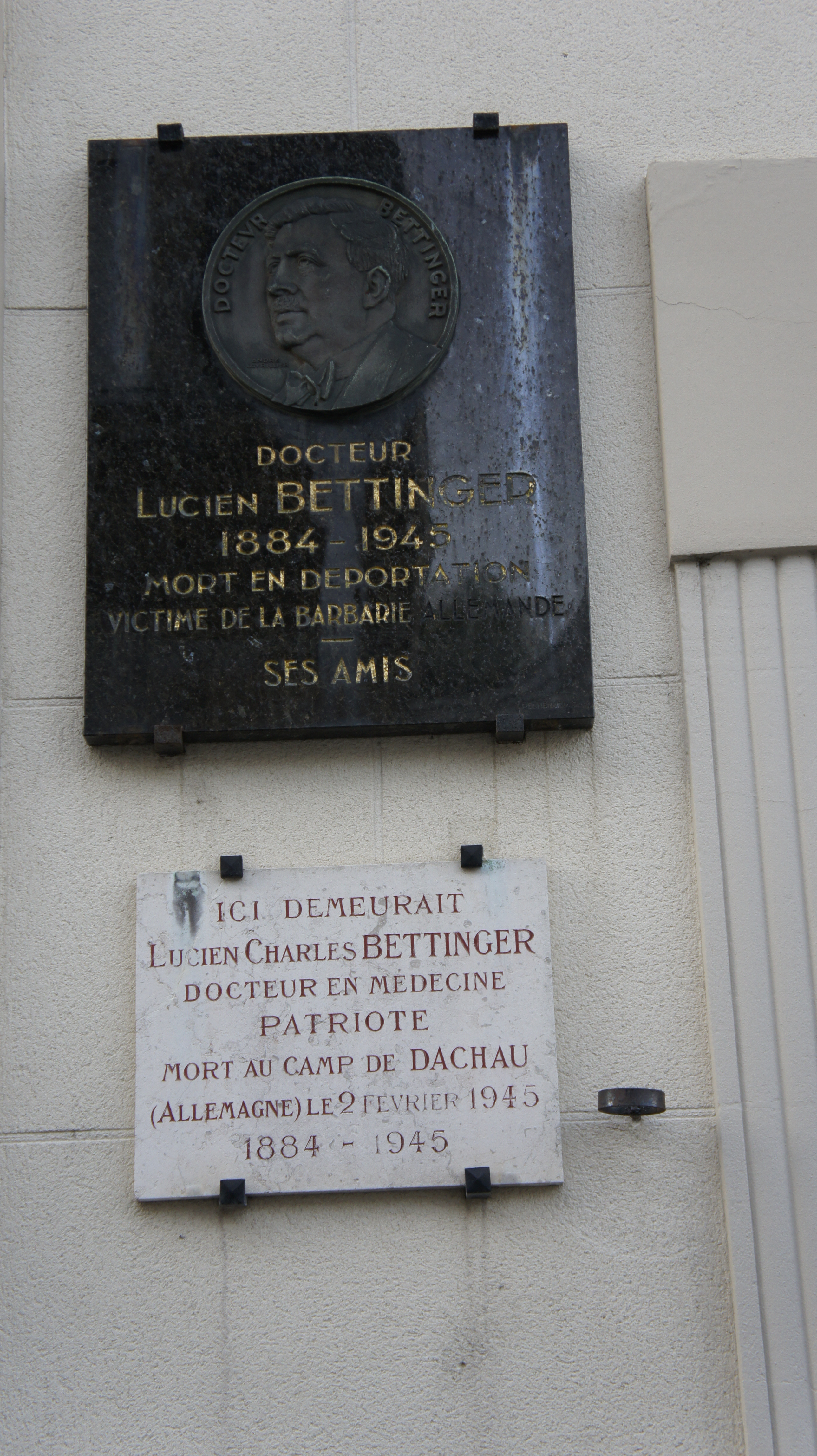
Plaque rue Chabaud.

## Lucien Bettinger
Charles Lucien Bettinger  né à Reims au 35 rue de Vesle le 17 janvier 1884 il fut médecin et entomologiste. Il soignait comme médecin militaire les soldats de la Grande Guerre puis devint résistant lors de la Seconde en accueillant des réfractaires du travail obligatoire et en soignant des Alliés blessés qui passaient par Reims et fut déporté en 1944, il soignait les malades du typhus du bloc 21 au camp de Dachau, il y décédait le 2 février 1945. Il fut distingué de la Légion d'Honneur, de la Croix de guerre 1914-1918 (France) avec étoile de bronze, de la médaille d'or des épidémies et de la médaille de la Liberté.